# 中四国サミット
中四国サミット（ちゅうしこくサミット）は、中国地方及び四国地方の知事、副知事、経済連合会会長らが参加し、毎年8月に開催される協議会である。

## 沿革
- 1988年　瀬戸大橋開通、これにより本州・四国が事実上地続きとなる。
- 1989年　岡山県知事の提言により、本州四国連絡橋の完成を記念して第一回サミットが開催される。
- 1999年　しまなみ海道が開通し、本州四国連絡橋3ルートが全て開通する。
- 2001年　片山善博鳥取県知事がサミットの意義がわからないと言及し、脱退表明するも後に撤回する。
- 2005年　山口県岩国市で開催された第16回サミットで構成9県を一巡する。